# جو ويداوسون
جو ويداوسون (بالإنجليزية: Joe Widdowson)‏ (29 مارس 1989 في المملكة المتحدة - ) هو لاعب كرة قدم بريطاني في مركز الدفاع. لعب مع غريمسبي تاون ونادي بوري ونادي روذرهام يونايتد ووست هام يونايتد وداغنهام وريدبريدج ونادي موركامب ونادي نورثامبتون تاون ونادي روتشديل.

## وصلات خارجية
- جو ويداوسون على موقع قاعدة بيانات كرة القدم.إي يو (الإنجليزية)
- جو ويداوسون على موقع Soccerbase.com (لاعب) (الإنجليزية)